# Cratere Eurylochus
Eurylochus è un cratere sulla superficie di Teti.